# Bayerotrochus poppei
Bayerotrochus poppei (Anseeuw, 2003) é uma espécie de molusco gastrópode marinho da família Pleurotomariidae, nativa da região oeste do oceano Pacífico.

## Descrição
Bayerotrochus poppei possui concha de superfície reticulada, em forma de turbante, com 5 centímetros. Sua coloração vai de amarelo castanha a avermelhada. Interior da abertura fortemente nacarado. As espécies do gênero Bayerotrochus são geralmente mais frágeis, arredondadas e menos esculpidas em sua superfície do que os outros três gêneros viventes de Pleurotomariidae.[carece de fontes?]

## Distribuição geográfica
Esta espécie é nativa da região oeste do oceano Pacífico (Tonga, com seu holótipo coletado em profundidade de cerca de 500 metros, em 2000, pelo navio oceanográfico Alis).

## Taxonomia
De acordo com seu artigo A new pleurotomariid (Gastropoda: Pleurotomariidae) from Tonga Islands, South Pacific, Bayerotrochus poppei sp. nov, Patrick Anseeuw cita que, durante o exame de diversos espécimes de Bayerotrochus boucheti oriundos de diversas expedições pelo Pacífico, dois exemplares se mostraram particularmente diversos. Tal material foi descrito como a nova espécie, Bayerotrochus poppei.